# 18 février aux Jeux olympiques de 2010
Pour un article plus général, voir Jeux olympiques d'hiver de 2010.
Le jeudi 18 février aux Jeux olympiques d'hiver de 2010 est le septième jour de compétition.

## Programme
| Heure UTC-8 (Vancouver)                       |               |
| bleu                                          | Cérémonie     |
| neutre                                        | Épreuve       |
| or                                            | Finale        |
| orange                                        | Petite finale |
| rose                                          | Reporté       |
| gris                                          | Annulé        |
| Compétition masculine                         | Hommes        |
| Compétition féminine                          | Femmes        |
| Compétition mixte (hommes et femmes mélangés) | Mixte         |
| Compétition en couple (1 homme et 1 femme)    | Couple        |
| modifier                                      |               |

| Horaire     | Discipline Spécialité | Discipline Spécialité               | Discipline Spécialité | Phase                                   | Résultats | Références |
| ----------- | --------------------- | ----------------------------------- | --------------------- | --------------------------------------- | --------- | ---------- |
| 9h00        |                       | Curling                             | Compétition hommes    | Phase préliminaire 4e session           | 7 - 6     | -          |
| 9h00        |                       | Curling                             | Compétition hommes    | Phase préliminaire 4e session           | 4 - 7     | -          |
| 9h00        |                       | Curling                             | Compétition hommes    | Phase préliminaire 4e session           | 7 - 3     | -          |
| 9h00        |                       | Curling                             | Compétition hommes    | Phase préliminaire 4e session           | 3 - 4     | -          |
| 9h30        |                       | Ski alpin Descente du super combiné | Compétition femmes    | -                                       | -         | -          |
| 10h20       |                       | Biathlon 15km individuel            | Compétition femmes    | Finale                                  | -         | -          |
| 12h00       |                       | Hockey sur glace                    | Compétition hommes    | Manche préliminaire Groupe A Match 7    | 6 - 1     | -          |
| 12h30       |                       | Ski alpin Slalom du super combiné   | Compétition femmes    | Finale                                  | -         | -          |
| 12h30       |                       | Snowboard Halfpipe                  | Compétition femmes    | Qualifications                          | -         | -          |
| 13h00       |                       | Patinage de vitesse 1000m           | Compétition femmes    | Finale                                  | -         | -          |
| 13h20       |                       | Biathlon 20km individuel            | Compétition hommes    | Finale                                  | -         | -          |
| 14h00       |                       | Curling                             | Compétition femmes    | Phase préliminaire 4e session           | 6 - 5     | -          |
| 14h00       |                       | Curling                             | Compétition femmes    | Phase préliminaire 4e session           | 9 - 5     | -          |
| 14h00       |                       | Curling                             | Compétition femmes    | Phase préliminaire 4e session           | 3 - 10    | -          |
| 14h00       |                       | Curling                             | Compétition femmes    | Phase préliminaire 4e session           | 7 - 6     | -          |
| 14h30       |                       | Hockey sur glace                    | Compétition femmes    | Manche préliminaire Groupe B - Match 11 | 6 - 0     | -          |
| 16h00       |                       | Snowboard Halfpipe                  | Compétition femmes    | Demi-finales                            | -         | -          |
| 16h00       |                       | Skeleton                            | Compétition femmes    | 1re manche                              | -         | -          |
| 16h30       |                       | Hockey sur glace                    | Compétition hommes    | Manche préliminaire Groupe A - Match 8  | 2 - 3     | -          |
| 17h00       |                       | Patinage artistique Programme libre | Compétition hommes    | Finale                                  | -         | -          |
| 17h10       |                       | Skeleton                            | Compétition femmes    | 2e manche                               | -         | -          |
| 18h00       |                       | Snowboard Halfpipe                  | Compétition femmes    | Finale                                  | -         | -          |
| 18h30 19h30 |                       | Skeleton                            | Compétition hommes    | 1re manche                              | -         | -          |
| 19h00       |                       | Curling                             | Compétition hommes    | Phase préliminaire 5e session           | 6 - 5     | -          |
| 19h00       |                       | Curling                             | Compétition hommes    | Phase préliminaire 5e session           | 9 - 6     | -          |
| 19h00       |                       | Curling                             | Compétition hommes    | Phase préliminaire 5e session           | 7 - 4     | -          |
| 19h00       |                       | Curling                             | Compétition hommes    | Phase préliminaire 5e session           | 5 - 12    | -          |
| 19h00       |                       | Hockey sur glace                    | Compétition femmes    | Manche préliminaire Groupe B - Match 12 | 1 - 2     | -          |
| 20h00 21h00 |                       | Skeleton                            | Compétition hommes    | 2e manche                               | -         | -          |
| 21h00       |                       | Hockey sur glace                    | Compétition hommes    | Manche préliminaire Groupe B - Match 9  | 2 - 1     | -          |

## Médailles du jour
- Pays organisateur (Canada)

| Rang  | Nation      | Or | Argent | Bronze | Total |
| ----- | ----------- | -- | ------ | ------ | ----- |
| 1     | Norvège     | 2  | 1      | 0      | 3     |
| 2     | États-Unis  | 1  | 2      | 1      | 4     |
| 3     | Australie   | 1  | 0      | 0      | 1     |
| 3     | Canada      | 1  | 0      | 0      | 1     |
| 3     | Allemagne   | 1  | 0      | 0      | 1     |
| 6     | Biélorussie | 0  | 1      | 1      | 2     |
| 6     | Pays-Bas    | 0  | 1      | 1      | 2     |
| 8     | Kazakhstan  | 0  | 1      | 0      | 1     |
| 8     | Russie      | 0  | 1      | 0      | 1     |
| 10    | Suède       | 0  | 0      | 1      | 1     |
| 10    | Japon       | 0  | 0      | 1      | 1     |
| Total | Total       | 6  | 7      | 5      | 18    |